# Bulgarian Beach
Der Bulgarian Beach (englisch; bulgarisch Крайбрежие Българско Krajbreschie Balgarsko, deutsch ‚Bulgarische Küste‘) ist ein Strand an der South Bay im östlichen Teil der Livingston-Insel im Archipel der Südlichen Shetlandinseln. Er liegt zwischen dem Kap Hespérides im Südwesten und einem bislang unbenannten Gletscher im Nordosten.
Das UK Antarctic Place-Names Committee nahm 1994 auf Anfrage von Teilnehmern der zweiten bulgarischen Antarktisexpedition (1993–1994) in Anlehnung an die an diesem Strand liegenden bulgarischen St.-Kliment-Ohridski-Station die Benennung vor.